# Gobernación de Barinas (equipo ciclista)
Gobernación de Barinas es un equipo de ciclismo amateur de Venezuela. Depende directamente de la Gobernación del estado Barinas y participa en distintas competiciones a nivel nacional.

## Historia
Es creado bajo el auspicio del gobierno regional con el propósito de seguir fortaleciendo el área deportiva en el estado y a la formación de nuevos ciclistas en la práctica del deporte. Principalmente disputa la Vuelta al Táchira, Vuelta a Venezuela, entre otras.

## Instalaciones
El equipo tiene sede en la ciudad de Barinas.

## Plantilla
Integrado por jóvenes talentos del estado Barinas